# Sava Dolinka
Die Sava Dolinka, deutsch Wurzener Save, ist ein Fluss in der slowenischen historischen Region Oberkrain.
Mit einer Länge von 45 km ist sie der längere der beiden Quellflüsse der Save. Der andere Quellfluss, die Sava Bohinjka hat eine Länge von 41 km. Beide Gewässer vereinigen sich in der Stadt Radovljica zur Save.

## Verlauf
Der Fluss entspringt aus einem Karstsee im Naturschutzgebiet Zelenci westlich von Podkoren, einer Siedlung in der Gemeinde Kranjska Gora. Er fließt entlang der Talsohle des Oberen Savetals in Richtung Osten, vorbei an Kranjska Gora und Mojstrana, und durchquert Jesenice.
Bei Moste mündet er in die kurze Kavčka-Schlucht, wendet sich nach Süden und fließt dann durch ein tiefes und enges Tal Richtung Radovljica, wo er in die Sava Bohinjka mündet. Im Südosten des Talbeckens von Bled und Radovljica (Blejsko Radovljiška kotlina) vereinigt er sich mit der von Westen zufließenden Sava Bohinjka zur Save.
Die linken Zuflüsse sind: Krotnjek, Suhelj, Žakelj, Jurežev graben, Jerman, Strmi graben, Belca, Sedučnikov potok, Mlinca, Presušnik, Dobršnik, Jesenica/Svobodni potok, Ukova, Javornik, Bela, Sevnik, Ratibovec und Završnica.
Die rechten Zuflüsse sind: Klemucov graben, Pišnica, Martuljek, Mokra peč, Beli potok, Lešnikov graben, Triglavska Bistrica, Radovna und Rečica.